# Zoila friendii
Zoila friendii là một loài ốc biển, là động vật thân mềm chân bụng sống ở biển trong họ Cypraeidae, họ ốc sứ.

## Phụ loài
Các phụ loài sau được công nhận:
- Zoila friendii friendii (J. E. Gray, 1831) (đồng nghĩa: Zoila scotti Broderip, W.J., 1831 Cypraea scottii Broderip, 1831)
- Zoila friendii kostini Lorenz & Chiapponi, 2007
- Zoila friendii marina Kostin, 2005
- Zoila friendii vercoi F. Schilder, 1930

## Hình ảnh

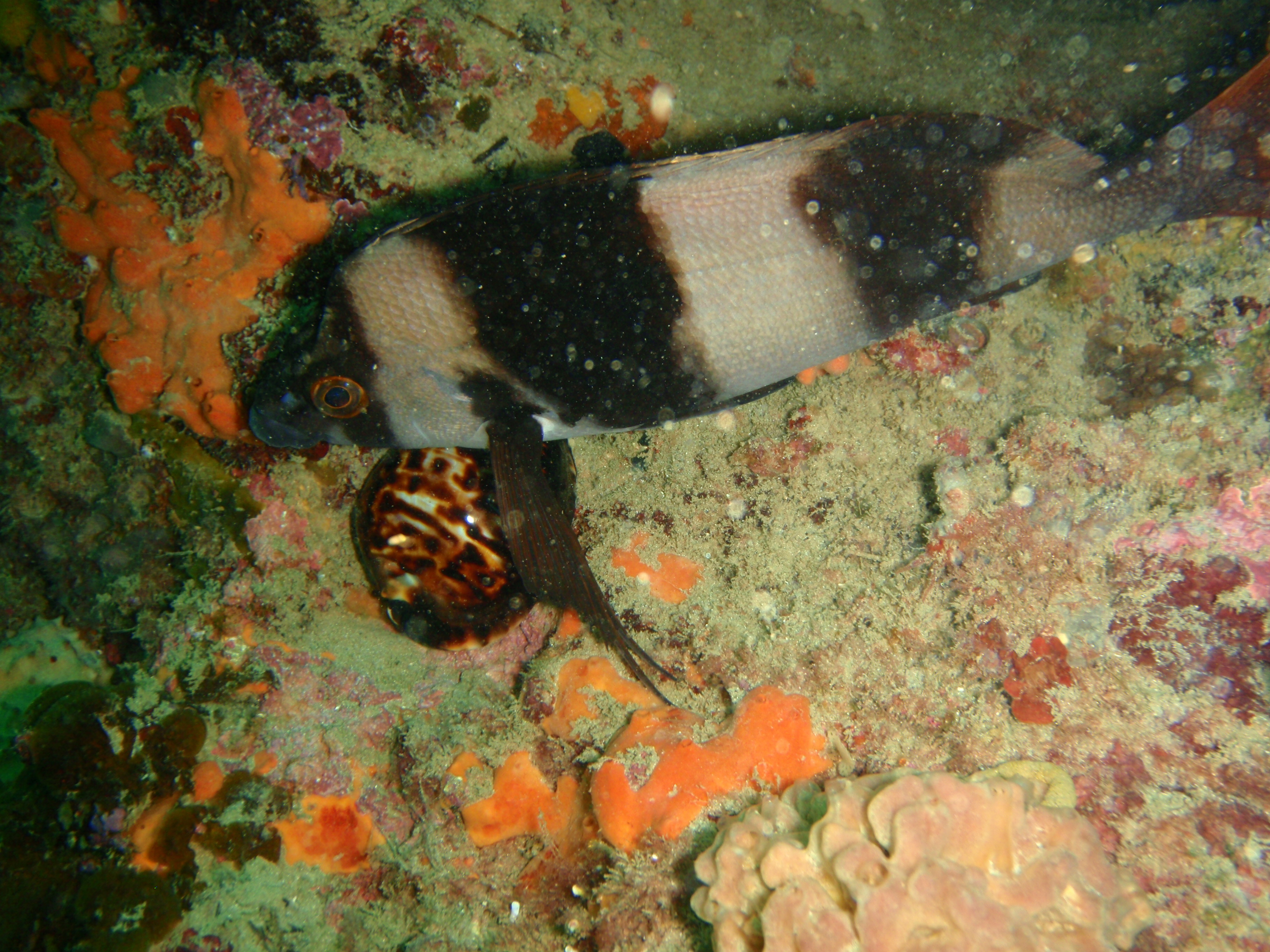
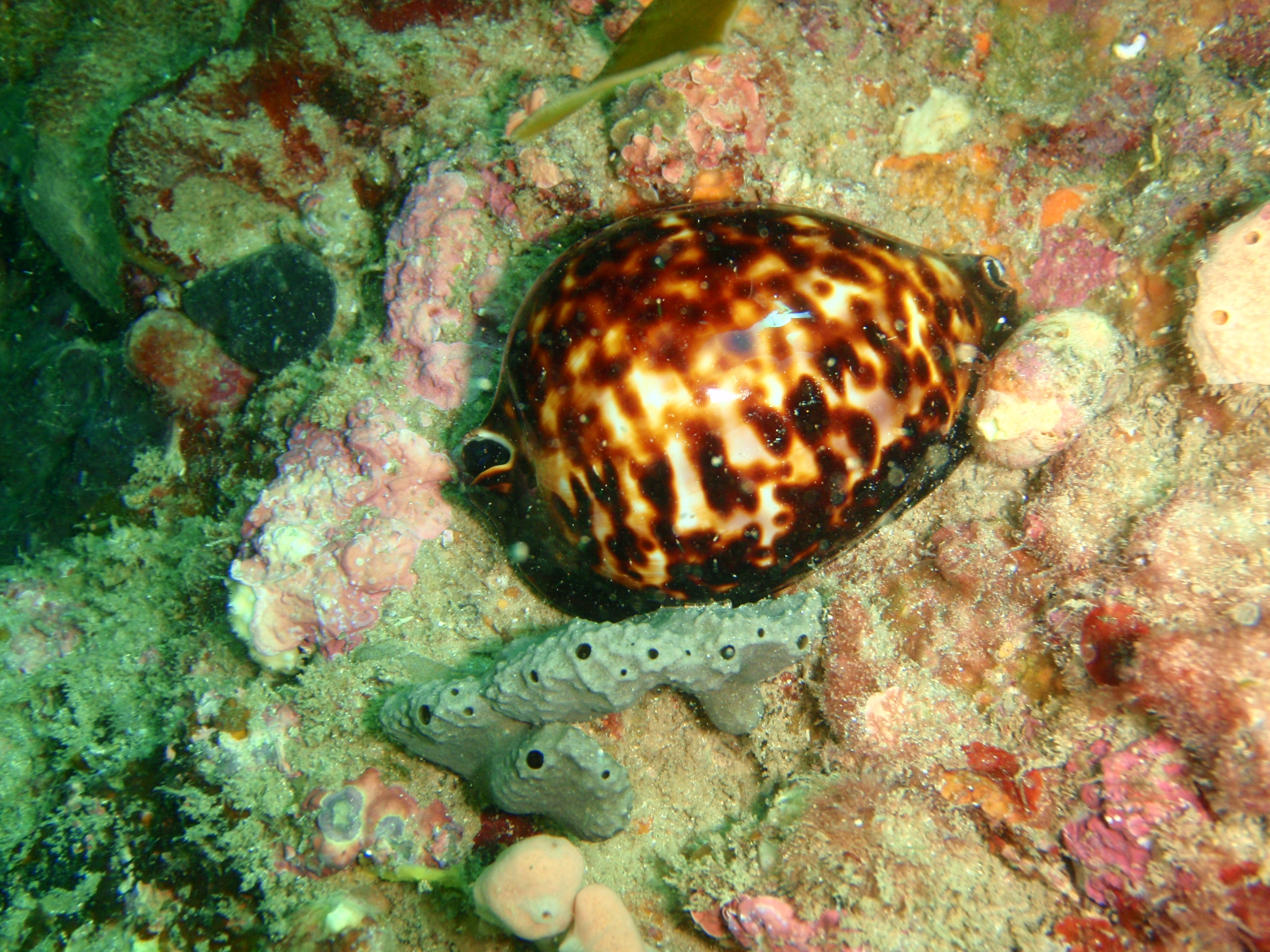
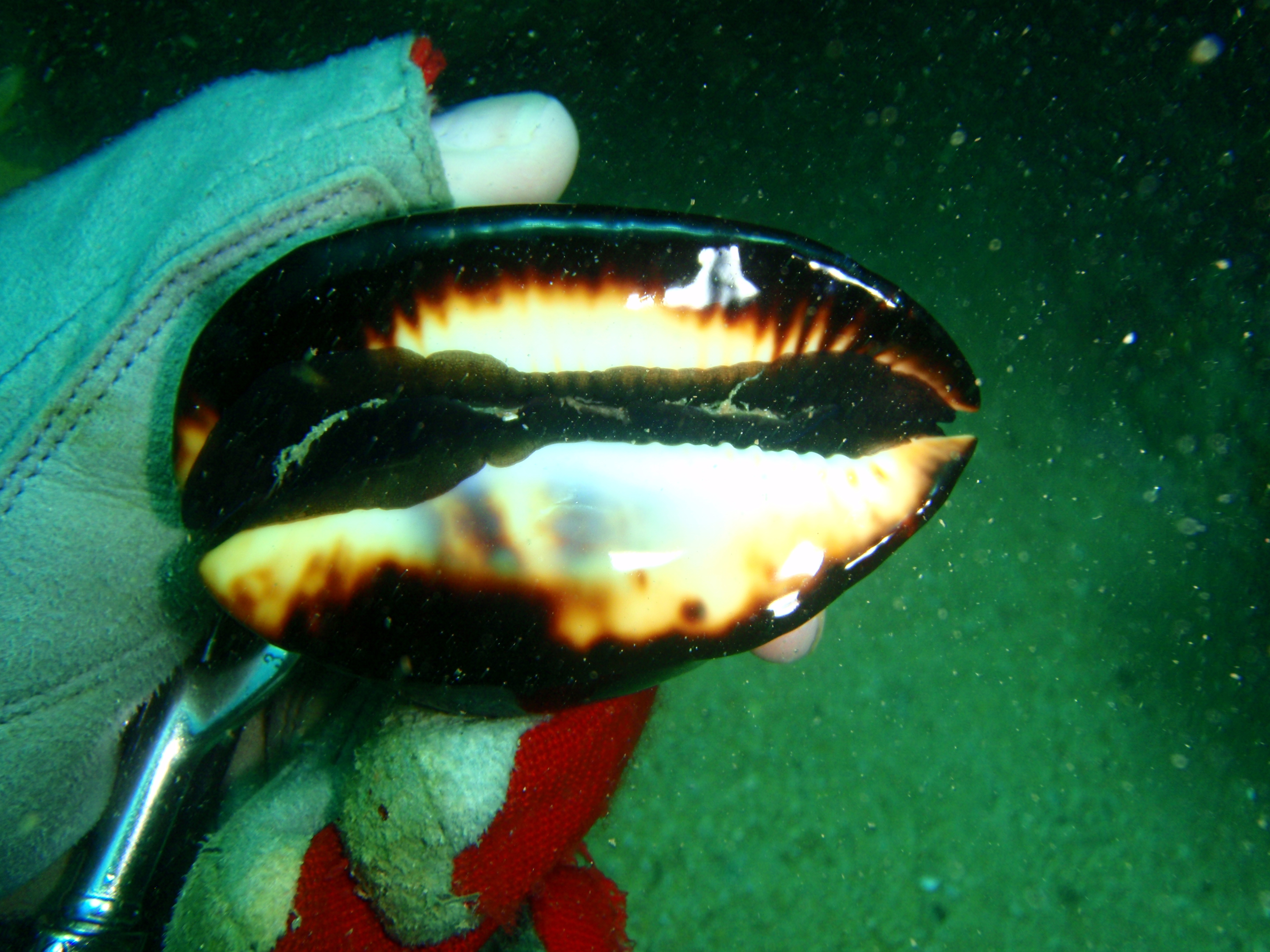
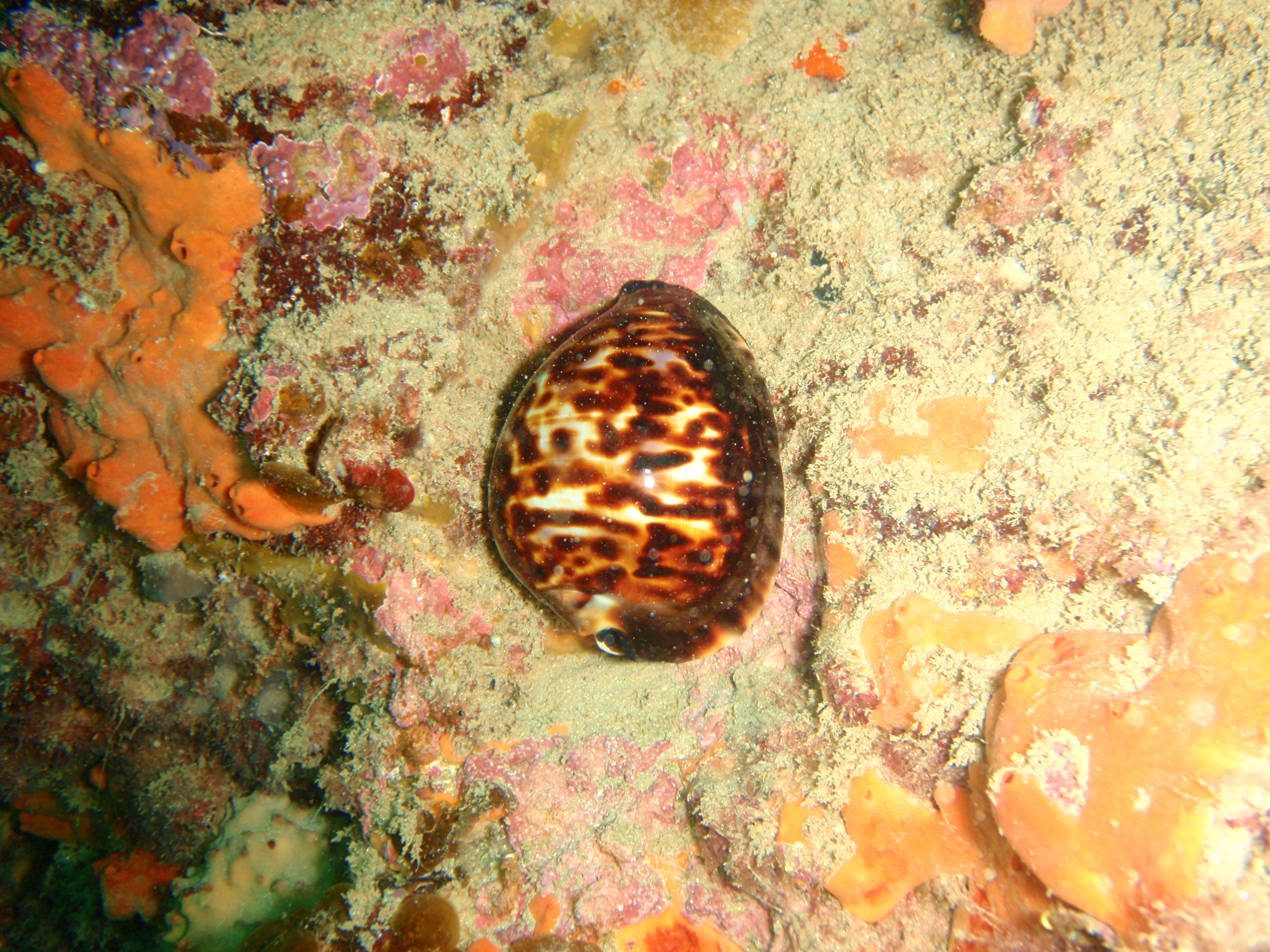

## Phân bố

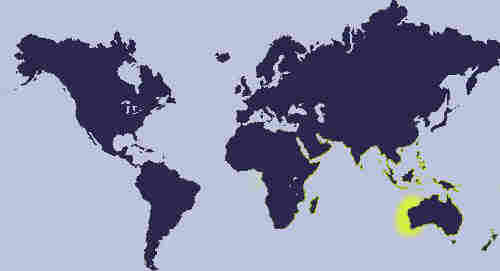
Bản đồ phân bố của Zoila friendii

Loài này phân bố dọc theo Tây Úc.